# Coelioxys piliclypeus
Coelioxys piliclypeus är en biart som beskrevs av Wu 1988. Coelioxys piliclypeus ingår i släktet kägelbin, och familjen buksamlarbin. Inga underarter finns listade i Catalogue of Life.